# Fedje
Fedje là một đô thị ở hạt Hordaland, Na Uy.